# Тур Оґе Брінґсвярд
Тур Оґе Брінґсвярд (норв. Tor Åge Bringsværd; 16 листопада 1939, Шієн, Естланн — 4 серпня 2025) — норвезький письменник. Один із основоположників сучасної норвезької фантастики. Також відомий творами інших жанрів.

## Життєпис
Брінґсвярд вивчав релігієзнавство та етнологію. Після навчання працював у видавничій сфері та на різних радіостанціях. На початку 1960-х років почав разом з письменником Юном Бінґом писати перші норвезькі науково-фантастичні оповідання та радіоп'єси. Відтоді опублікував більше 50 книжок: романи, оповідання, дитячі книжки, есеї.
Брінґсвярд також широко відомий як автор історичних романів та міфологічних переспівів і переказів. Писав також драматичні твори.
Одним з найвизначніших творів Брінґсвярда є його пенталогія «Гобі», перший том якої 1985 року був відзначений Премією Асоціації норвезьких критиків.

## Вибрані твори
- Базар / Bazar (1970)
- Той, хто має обидві ноги на землі, стоїть нерухомо / Den som har begge beina på jorda står stille (1974)
- Сніданок соні / Syvsoverskens dystre Frokost (1976)
- Папери Піноккіо / Pinocchio-papirene (1978)
- Мінотавр / Minotauros (1980)
- Ker Shus (1983)
- Гобі. Місяць дитинства / Gobi. Barndommens måne (1985)
- Гобі. Чингізхан / Gobi. Djengis Khan (1987)
- Гобі. Шкури і ноги диявола / Gobi. Djevelens skinn og ben (1989)
- Гобі. Мій принц / Gobi. Min prins (1994)
- Одноокий / Den enøyde (1996) (Переспів Едди)
- Гобі. Багдад / Gobi. Baghdad (1997)
- Pudder? Pudder! (2001)
- Жінка, яка сама була цілим столом / Kvinnen som var et helt bord alene (2009)
- Відпустіть ручку на повороті / Slipp håndtaket når du vrir (2011)
- Не тому, що є відповідь, а тому, що є пісня / Ikke fordi den har et svar, men fordi den har en sang (2013)